# Harald Hamberg
Carl Anders Harald Hamberg, född 17 maj 1891 i Domnarvet, Kopparbergs län, död 2 februari 1954, var en svensk företagsledare.
Hamberg avlade studentexamen i Falun 1910, studerade vid Göteborgs handelsinstitut 1910–1911, genomförde kontorspraktik i Duisburg och Stockholm 1911–1913, arbetade vid reklamavdelningen vid SKF i Göteborg 1914–1915, var direktörsassistent i SKF:s amerikanska och kanadensiska dotterbolag i New York, Hartford, Philadelphia och Toronto 1915–1918, var sekreterare hos the Royal Swedish Commissioner vid svenska legationen i Washington, D.C. och New York 1918–1919, direktör i Compania Transmarina de Cuba, Havanna, 1919–1920, för SKF:s inspektionskontor för Östeuropa och Balkanländer med säte i Wien 1920–1924, därefter i Prag till 1931, chef för SKF:s tjeckoslovakiska dotterbolag 1924–1931, verkställande direktör i SKF:s tyska dotterbolag, Vereinigte Kugellagerfabriken A.G., 1932–1941, verkställande direktör för SKF i Göteborg från 1942 till 1953.